# علي بن الحسين بن علي بن محمد بن الوليد
علي بن الحسين بن علي بن محمد بن الوليد كان الداعي المطلق الطيبي الإسماعيلي التاسع في اليمن، من عام 1268 حتى وفاته عام 1284 م.

## الحياة
كان ابنًا ومساعدًا رئيسيًا للداعي الثامن، الحسين بن علي، وبالتالي كان عضوًا في عائلة بني الوليد الأنف التي سيطرت على منصب الداعي المطلق بشكل مستمر تقريبًا في القرن الثالث عشر إلى أوائل القرن السادس عشر.
وبسبب القتال العنيف بين الإمام الزيدي والحاتميين، انتقل علي من مقره الأصلي في صنعاء إلى قلعة عروس الحاتمية. ولم يعد إلى صنعاء إلا بعد أن استعادها الحاتميون، ومات هناك. وخلفه علي بن الحسين بن علي بن حنظلة، حفيد الداعي السادس علي بن حنظلة، وابن مأذون علي نفسه (نائبه الأقدم).